# 20. červen
20. červen je 171. den roku podle gregoriánského kalendáře (172. v přestupném roce). Do konce roku zbývá 194 dní. Svátek má Květa.

## Události

### Česko
- 1410 – Jan Hus přečetl v Betlémské kapli apelaci odmítající ničení Viklefových knih.
- 1415 – Koncil rozhodl o spálení Husových spisů a jeho učení je zavrženo
- 1440 – V Praze proběhla volba krále, bavorský vévoda Albrecht však nabídnutou korunu o několik dní později odmítl.
- 1621 – Mimořádný soud nad českými pány po porážce na Bílé hoře překonal očekávání: 27 účastníků povstání bylo odsouzeno k trestu smrti. Byli mezi nimi tři páni (Václav Budovec z Budova, Kryštof Harant z Polžic a Bezdružic a Jáchym Ondřej Šlik), sedm rytířů a sedmnáct měšťanů, mezi nimi i rektor pražské univerzity Ján Jesenský-Jessenius.
- 1628 – Moravské stavy složily na sněmu ve Znojmě přísahu poslušenství nově korunovanému českému králi Ferdinandovi III.
- 1863 – Jan Neruda dováží do Prahy první román Julese Verna Pět neděl v balóně
- 1889 – Druhá stávka horníků na Kladně, spojená s rabováním, střelbou a úmrtími.
- 1896 – Tomáš G. Masaryk je po 14 letech jmenován řádným profesorem C. k. české university Karlo-Ferdinandovy (vyloučen byl roku 1915).
- 1920 – Elektrické podniky král. hlavního města Prahy zahájily pravidelný provoz moderní autobusové dopravy v Praze.
- 1948 – Římskokatoličtí kněží četli v kostelích poselství arcibiskupa Josefa Berana, že sloužení slavnostní mše u příležitosti volby nového prezidenta 14. června neznamená souhlas církve s komunistickým režimem.
- 1969 – Komunistická vláda rozpouští Studentský svaz v Československu
- 1993 – Zahájila pravidelné vysílání první soukromá televizní stanice Premiéra TV. 3. ledna 1997 byla přejmenována na Prima TV.
- 2001 – Automobilka Škoda Auto vyrobila poslední exemplář modelové řady Škoda Felicia.

### Svět
- 0451 – Římské vojsko pod velením Flavia Aetia porazilo hunského vládce Attilu v bitvě na Katalaunských polích.
- 1632 – Anglický král Karel I. vydal listinu, kterou propůjčil Cæciliu Calvertovi, 2. baronovi z Baltimore, území v Severní Americe. Formálně tak vznikla kolonie a pozdější americký stát Maryland.
- 1837 – Královna Viktorie nastoupila na britský trůn.
- 1863 – Západní Virginie byla přijata jako 35. stát USA.
- 1877 – Alexander Graham Bell instaloval první komerční telefonní síť (Hamilton v kanadském Ontariu).
- 1960 – Mali a Senegal se stali nezávislými státy.
- 1963 – Mezi Spojenými státy a SSSR byla zavedena tzv. „horká linka“.
- 2003 – Oznámeno založení nadace Wikimedia Foundation.

## Narození

### Česko

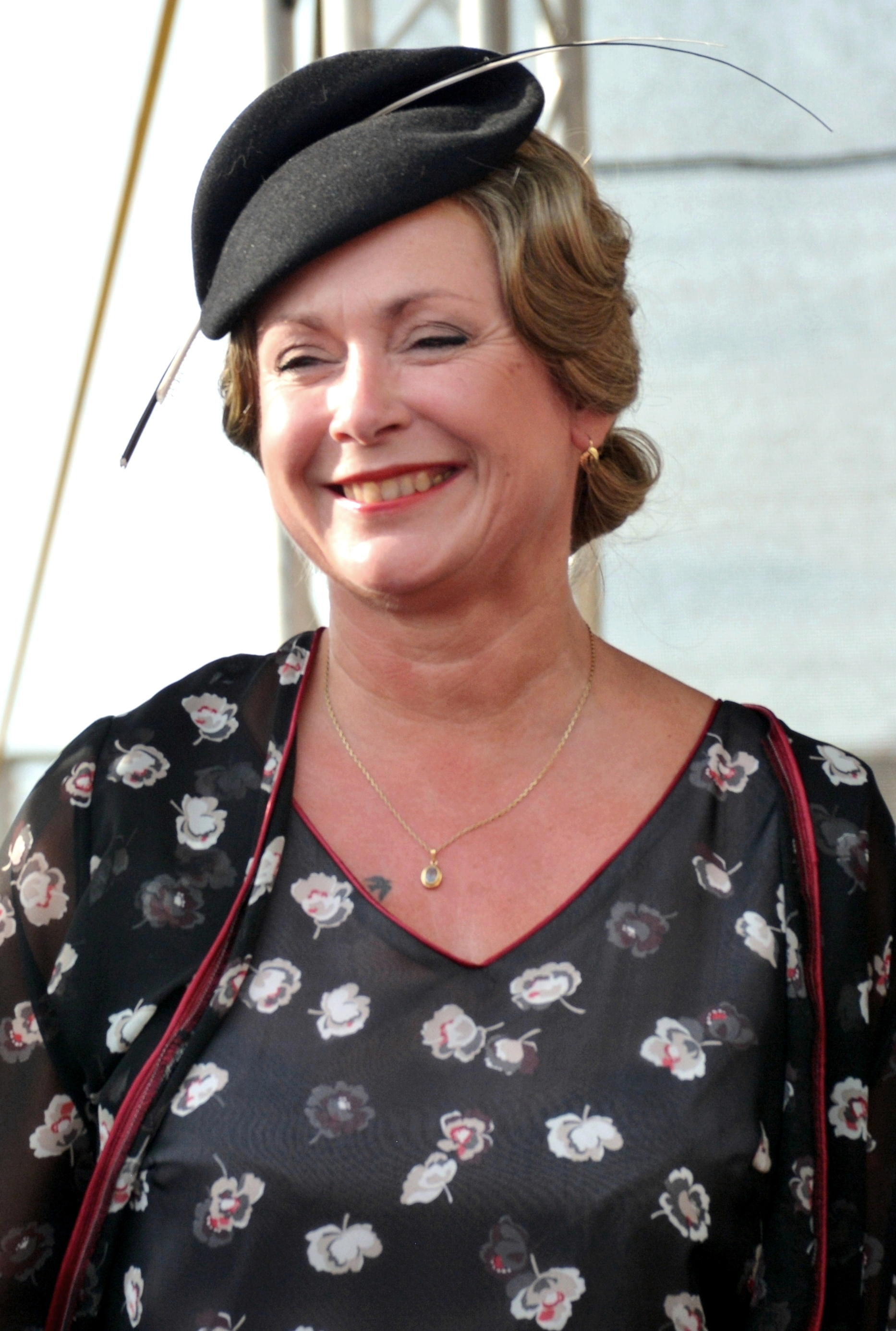
Ilona Svobodová (* 1960)

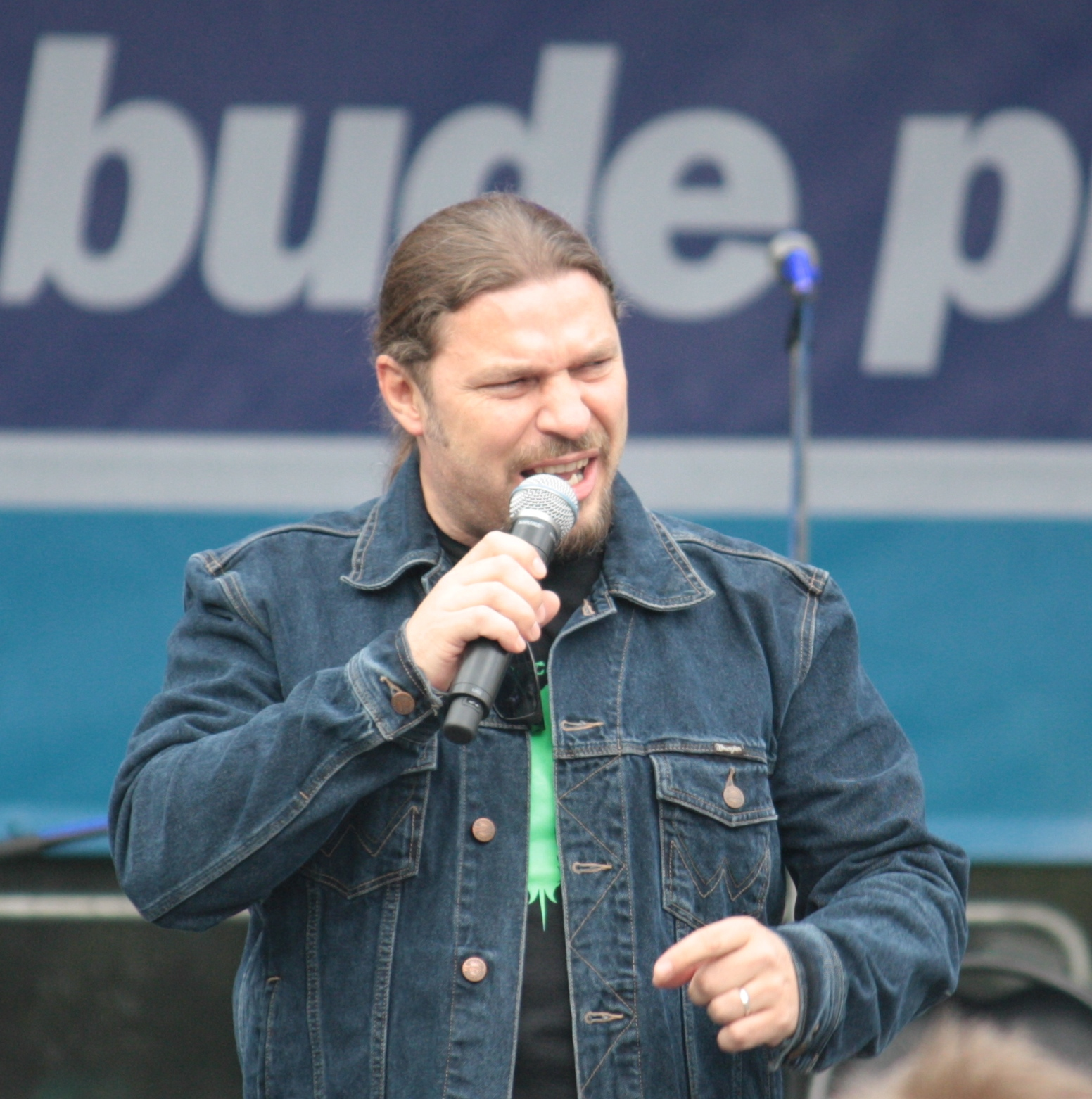
Petr Kolář (* 1967)

- 1682 – Eleonora Amálie ze Schwarzenberka, česká šlechtična († 5. května 1741)
- 1759 – Tomáš Fryčaj, kněz, národní buditel a spisovatel († 28. června 1839)
- 1837 – Alois Neruda, violoncellista († 19. července 1888)
- 1848 – Josef Václav Myslbek, sochař, autor pomníku sv. Václava na Václavském náměstí († 2. června 1922)
- 1863 – Josef Babánek, učitel a politik († 14. března 1941)
- 1875 – Alois Kudrnovský, teolog († 12. dubna 1956)
- 1880 – Adolf Foehr, pražský německý architekt († 7. října 1943)
- 1889 – Alois Mezera, architekt († 26. září 1945)
- 1892
  - Rudolf Jelínek, podnikatel († 29. září 1944)
  - Alois Vicherek, vojenský letec († 15. ledna 1956)
- 1893 – František Hála, československý politik, ministr pošt († 24. srpna 1952)
- 1903 – Karel Hromádka, fotbalista († 27. listopadu 1968)
- 1910 – Rudolf Turek, historik a archeolog († 13. listopadu 1991)
- 1912 – Alois Jedlička, bohemista († 13. června 2000)
- 1922 – Josef Kemr, herec († 15. ledna 1995)
- 1928 – Miloš Vacek, hudební skladatel, dirigent, varhaník a sbormistr († 29. února 2012)
- 1929 – Alena Šrámková, architektka († 10. března 2022)
- 1930 – Jindřich Černý, divadelní historik, kritik, dramatik a překladatel
- 1935 – Pavel Hobl, režisér († 20. května 2007)
- 1945 – Dana Hlaváčová, filmová herečka
- 1948 – Zdeněk Netopil, malíř, grafik, typograf, herec a mim
- 1952 – Alois Hadamczik, hokejový trenér
- 1957 – Vadim Petrov (manažer), hudebník, pedagog, manažer a konzultant
- 1960 – Ilona Svobodová, herečka
- 1967 – Petr Kolář, zpěvák
- 1983 – Radek Dosoudil, fotbalista
- 1991 – Kateřina Javůrková, hráčka na lesní roh

### Svět

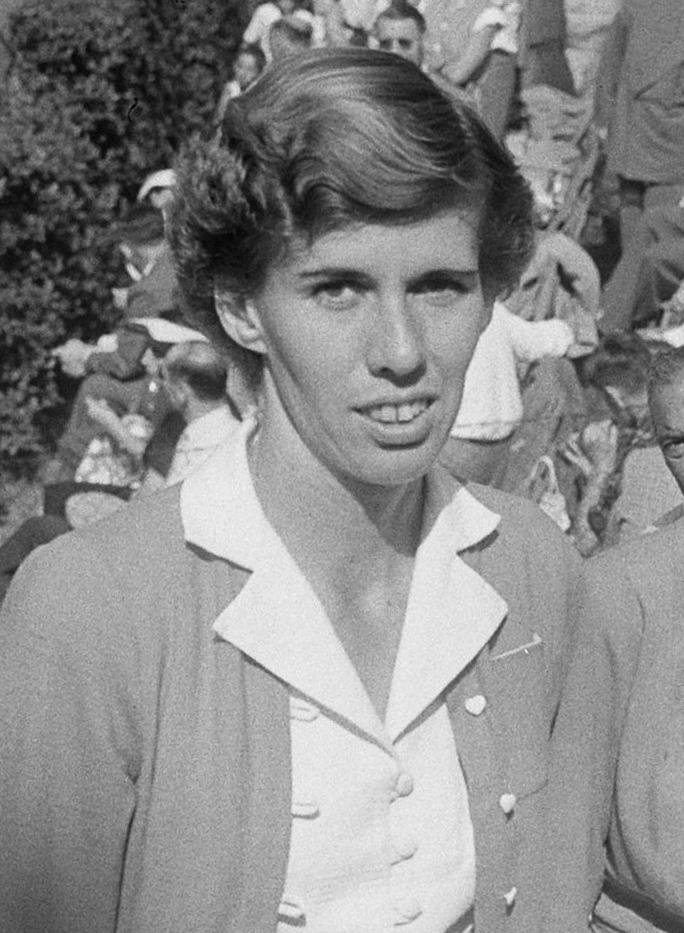
Doris Hartová (* 1925)

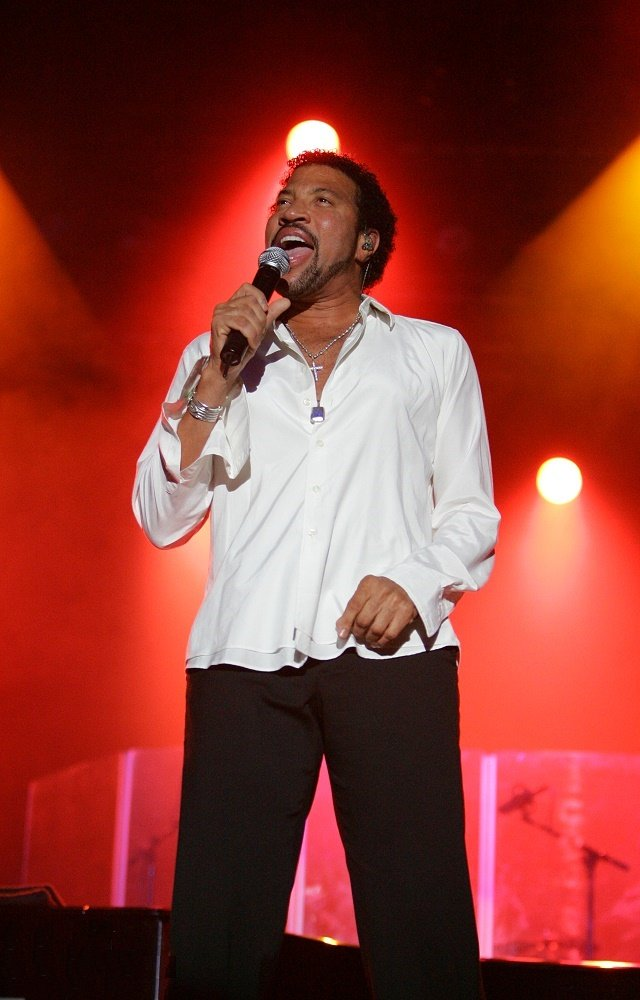
Lionel Richie (* 1949)

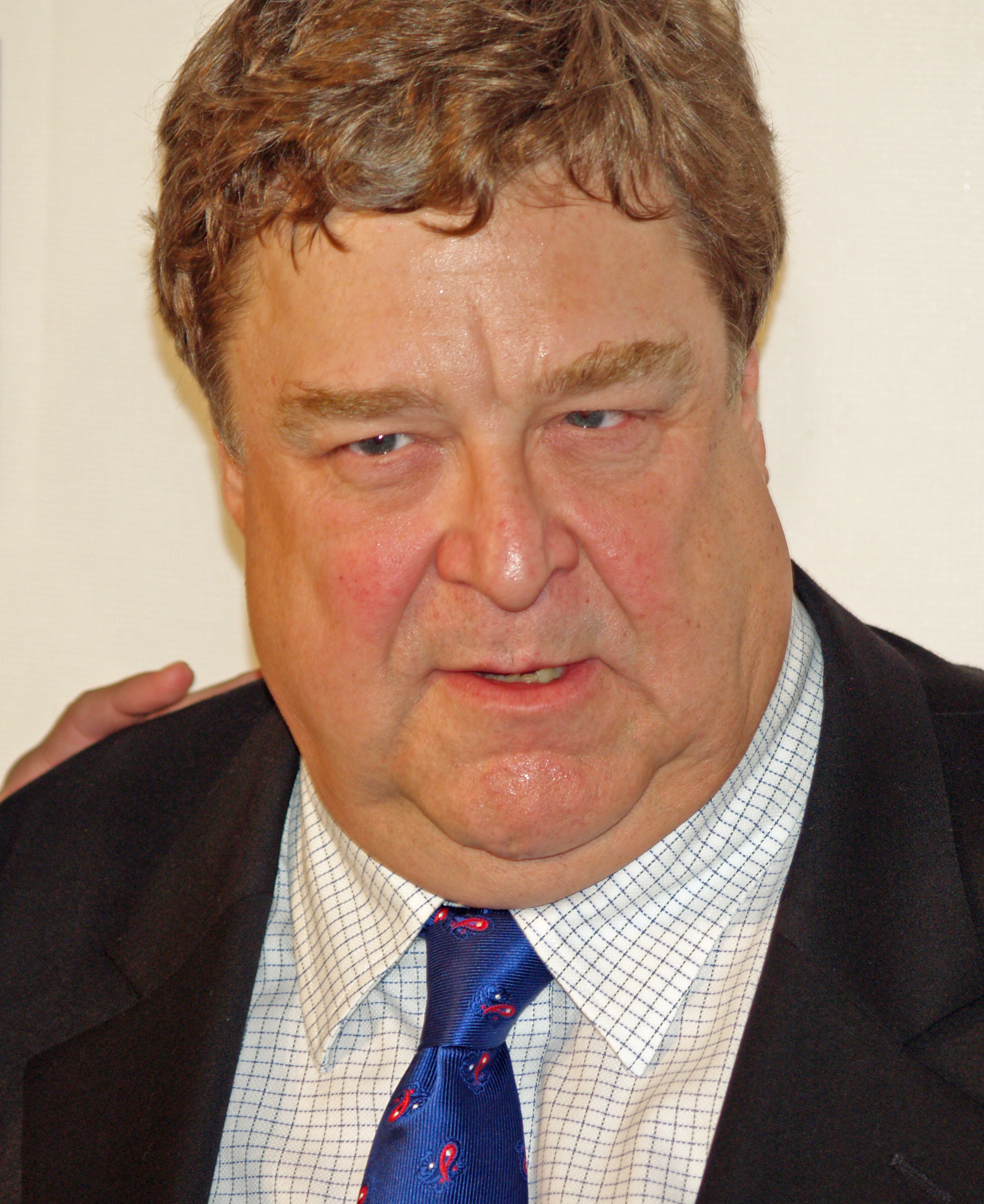
John Goodman (* 1952)

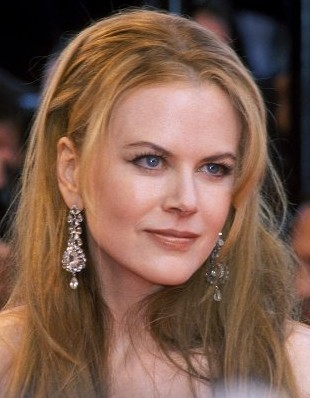
Nicole Kidmanová (* 1967)

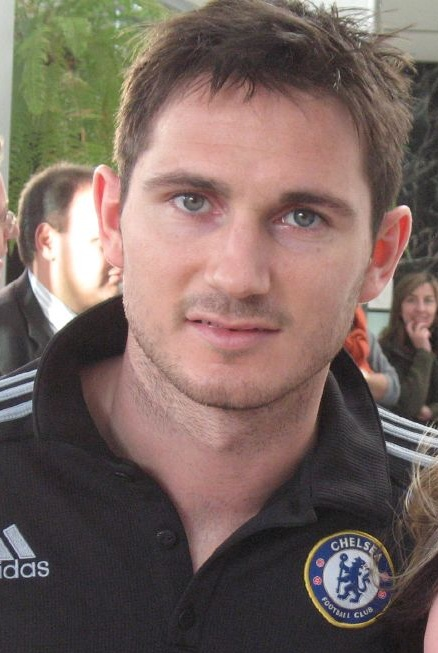
Frank Lampard (* 1978)

- 1389 – Jan z Lancasteru, anglický princ, generál a státník († 14. září 1435)
- 1469 – Gian Galeazzo Sforza, milánský vévoda († 22. října 1494)
- 1566 – Zikmund III. Vasa, litevský velkovévoda, polský král a švédský král († 1632)
- 1634 – Karel Emanuel II. Savojský, savojský vévoda († 12. června 1675)
- 1650 – Vilemína Ernestina Dánská, dcera dánského a norského krále Frederika III., falcká kurfiřtka († 23. dubna 1706)
- 1656 – Johann Bernhard Fischer, rakouský barokní architekt († 5. dubna 1723)
- 1667 – Jakub Stuart, vévoda z Cambridge, syn anglického krále Jakuba II. Stuarta (* 12. července 1663)
- 1672 – Ludvík César, hrabě z Vexin, nemanželský syn francouzského krále Ludvíka XIV. († 10. ledna 1683)
- 1723 – Adam Ferguson, skotský filosof, sociolog a historik († 22. února 1816)
- 1754 – Amálie Hesensko-Darmstadtská, dědičná bádenská princezna († 21. června 1832)
- 1756 – Joseph Martin Kraus, německý hudební skladatel působící na dvoře švédského krále Gustava III. († 1792)
- 1761 – Jacob Hübner, německý přírodovědec, malíř a ilustrátor († 13. září 1826)
- 1786 – Marceline Desbordes-Valmorová, francouzská básnířka († 1859)
- 1793 – Aleksander Fredro, polský dramatik († 15. červenec 1876)
- 1808 – Samson Rafael Hirsch, německý rabín († 1888)
- 1819 – Jacques Offenbach, francouzský skladatel († 1880)
- 1833 – Léon Bonnat, francouzský malíř († 8. září 1922)
- 1861 – Frederick Hopkins, anglický biochemik, držitel Nobelovy ceny za fyziologii a medicínu († 1947)
- 1870 – Georges Dufrénoy, francouzský postimpresionistický malíř († 9. prosince 1943)
- 1875 – Othenio Abel, rakouský geolog a paleontolog a evoluční biolog († 4. července 1946)
- 1879 – Vladko Maček, chorvatský politik († 15. května 1964)
- 1884 – Pierre-Henri Cami, francouzský dramatik a humorista († 3. listopadu 1958)
- 1887
  - Richard Kaufmann, izraelský architekt († 3. února 1958)
  - Kurt Schwitters, německý malíř, básník a reklamní grafik († 8. ledna 1948)
- 1897 – Tadeus Reichstein, polský chemik, Nobelova cena za fyziologii a medicínu 1950 († 1. srpna 1996)
- 1899 – Jean Moulin, francouzský odbojář († 8. července 1943)
- 1904
  - Antônio de Castro Mayer, brazilský katolický duchovní a teolog († 25. dubna 1991)
  - Marko Ristić, srbský spisovatel († 20. července 1984)
- 1905 – Lillian Hellman, americká spisovatelka († 30. června 1984)
- 1906
  - Robert King, americký olympijský vítěz ve skoku do výšky († 29. července 1965)
  - Giuseppe Lombrassa, italský fašistický politik († 26. září 1966)
- 1909 – Errol Flynn, americký herec († 1959)
- 1913 – Jan Bourbonský, infant španělský († 1. dubna 1993)
- 1914 – Zelda, izraelská básnířka († 30. dubna 1984)
- 1920 – Amos Tutuola, nigerijský spisovatel († 8. června 1997)
- 1921 – Anatolij Markovič Markuša, ruský novinář, vojenský stíhač a spisovatel († 30. srpna 2005)
- 1923 – Peter Gay, americký historik († 12. května 2015)
- 1924 – Chet Atkins, americký kytarista († 30. června 2001)
- 1925
  - Doris Hartová, americká tenistka († 29. května 2015)
  - Audie Murphy, americký voják, herec a hudební skladatel († 28. května 1971)
- 1926
  - Rechav'am Ze'evi, izraelský generál, politik a historik († 17. října 2001)
  - Boyd Lee Dunlop, americký klavírista († 26. prosince 2013)
- 1927 – Vjačeslav Michajlovič Koťonočkin, ruský režisér a malíř, tvůrce kresleného seriálu „Jen počkej, zajíci!“ († 20. listopadu 2000)
- 1928
  - Martin Landau, americký televizní a filmový herec († 15. července 2017)
  - Jean-Marie Le Pen, francouzský nacionalistický politik
  - Eric Dolphy, americký jazzový saxofonista, flétnista a basklarinetista († 29. června 1964)
- 1929 – Paul Bernard, anglický televizní režisér († 1997)
- 1930 – Magdalena Abakanowiczová, polská sochařka
- 1933 – Danny Aiello, americký herec († 12. prosince 2019)
- 1934 – Heinz Edelmann, německý ilustrátor a designér († 21. července 2009)
- 1936 – Enn Vetemaa, estonský spisovatel († 28. března 2017)
- 1937 – Piero Heliczer, italský filmový režisér, herec a básník († 22. července 1993)
- 1939 – Bob Neuwirth, americký písničkář a výtvarník
- 1940
  - Eugen Drewermann, německý teolog, psychoanalytik, spisovatel
  - Ivan Palúch, slovenský herec
- 1941 – Ulf Merbold, německý fyzik a astronaut
- 1942 – Brian Wilson, basák a zpěvák americké kapely The Beach Boys († 11. června 2025)
- 1944 – Herma Kennel, německá spisovatelka a ilustrátorka
- 1945 – James Buchli, americký vojenský pilot a kosmonaut
- 1946 – Xanana Gusmão, prezident Východního Timoru
- 1949 – Lionel Richie, americký zpěvák
- 1950 – Núrí Málikí, premiér Iráku
- 1952
  - John Goodman, americký herec
  - Gary Lucas, americký hudebník
- 1953
  - Ulrich Mühe, německý herec († 22. července 2007)
  - Robert Crais, americký spisovatel
  - Dušan Rapoš, slovenský režisér, scenárista, textař a hudební skladatel
- 1954 – Ilan Ramon, bojový pilot Izraelského vojenského letectva, kosmonaut († 1. února 2003)
- 1967 – Nicole Kidmanová, americká herečka
- 1968 – Robert Rodriguez, americký filmový režisér, producent, scenárista a hudební skladatel
- 1971 – Josh Lucas, americký herec
- 1976 – Juliano Belletti, brazilský fotbalista
- 1978 – Frank Lampard, anglický fotbalista
- 1987 – Carsten Ball, australský tenista
- 1994 – Nathan Phillips, britský sportovní lezec

## Úmrtí

### Česko
- 1734 – Michal Bedřich z Althanu, rakouský kardinál původem z Čech (* 20. července 1682)
- 1759 – Mořic Adolf Sachsen-Zeits, biskup královéhradecký a litoměřický (* 1. prosince 1702)
- 1883 – Alois Vojtěch Šmilovský, český spisovatel (* 24. ledna 1837)
- 1884 – Václav Beneš Třebízský, kněz, spisovatel (* 27. února 1849)
- 1938 – Josef Štýbr, lékař a překladatel (* 29. dubna 1864)
- 1941 – Josef Kupka, katolický teolog, brněnský biskup (* 7. května 1862)
- 1950 – Roman Havelka, český malíř (* 30. dubna 1877)
- 1952 – Josef Knejzlík, československý politik (* 24. srpna 1878)
- 1954 – Josef Fanta, architekt, malíř a spisovatel (* 7. prosince 1856)
- 1964 – Bartoloměj Kutal, děkan olomoucké teologické fakulty (* 26. srpna 1883)
- 1968 – Zdeněk Štěpánek, herec, režisér (* 22. září 1896)
- 1973 – Antonín Hnízdo, přírodovědec (* 5. prosince 1906)
- 1981
  - Josef Mráz, herec (* 2. července 1922)
  - Prokop Hugo Toman, právník, kritik a operní pěvec (* 31. srpna 1902)
- 1994 – Štefan Šutka, ministr dopravy (* 30. října 1921)
- 2006 – Irena Gerová, novinářka, spisovatelka a režisérka (* 23. června 1949)
- 2010 – Vladimír Dlouhý, český herec (* 10. června 1958)
- 2013 – Jaroslav Kohout, filosof, politik, politický vězeň a překladatel (* 5. února 1924)
- 2014 – Zbyšek Stodůlka, český politik (* 19. června 1947)

### Svět

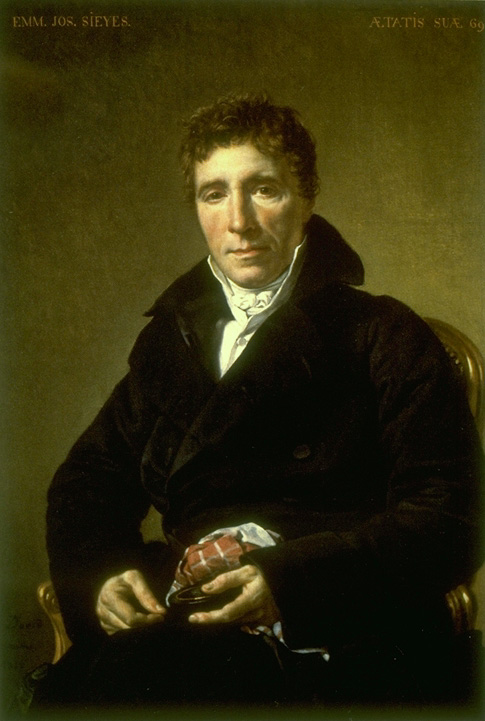
Emmanuel Joseph Sieyès († 1836)

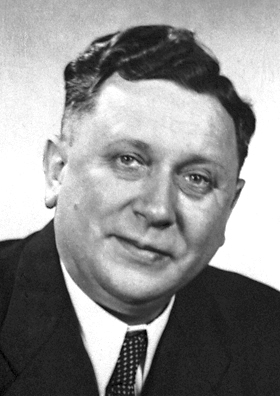
Kurt Alder († 1958)

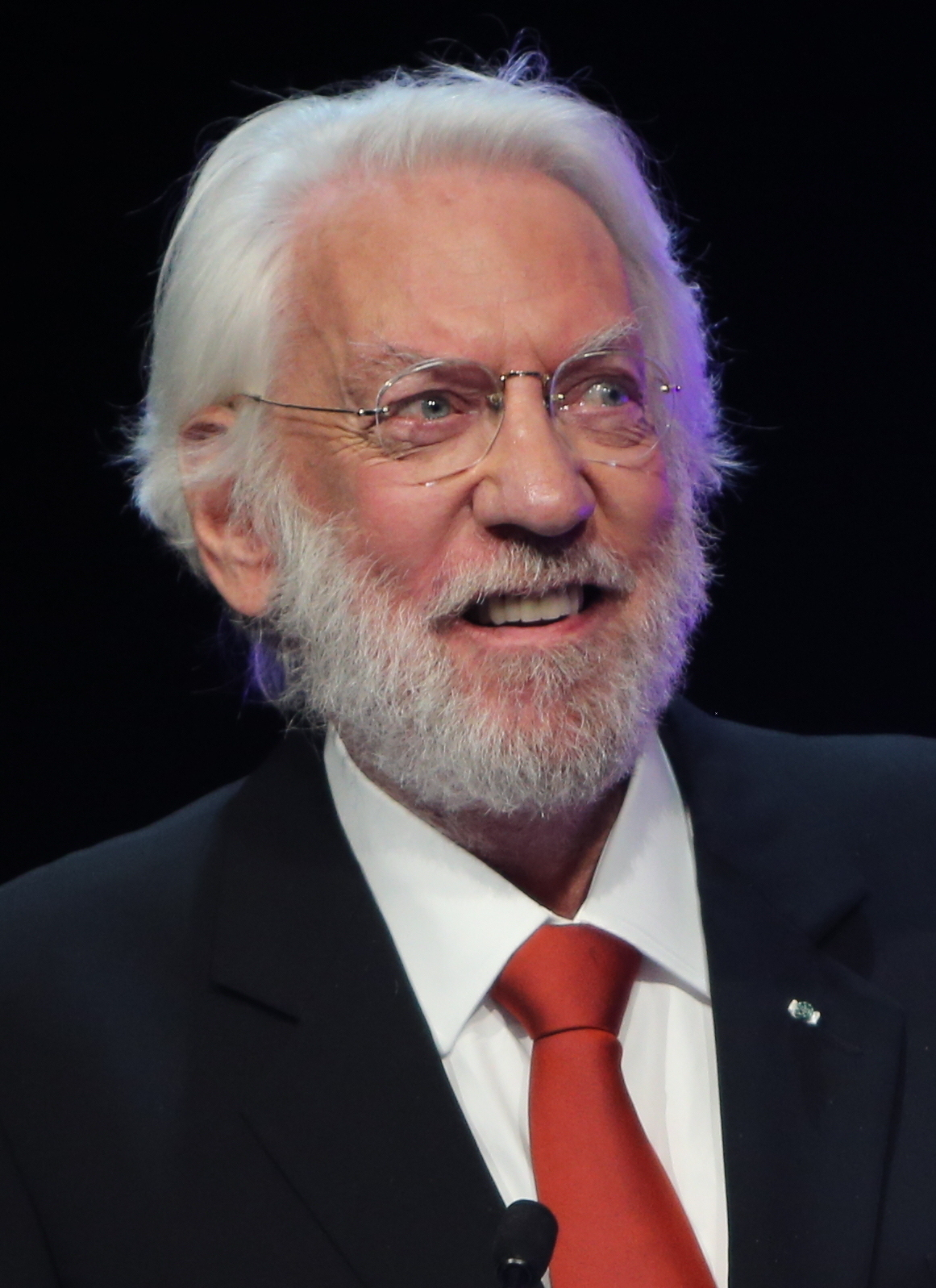
Donald Sutherland († 2024

- 0840 – Ludvík Pobožný, římský král a císař (* 778)
- 0981 – Svatý Adalbert Magdeburský, apoštol Slovanů a první arcibiskup magdeburský (* 910)
- 1176 – Michail Jurjevič, kyjevský níže (* ?)
- 1597 – Willem Barents, holandský výzkumník a navigátor (* 1550?)
- 1605
  - Marie Skuratovová-Bělská, ruská carevna, manželka Borise Godunova (* 1552)
  - Fjodor II. Borisovič, ruský car (* 1589)
- 1634 – Nicolas Ager, francouzský botanik (* 1568)
- 1722 – Kryštof Dientzenhofer, německý barokní stavitel žijící v Čechách (* 1655)
- 1787 – Carl Friedrich Abel, německý skladatel (* 1723)
- 1818 – Hedvika Šlesvicko-Holštýnsko-Gottorpská, švédská královna (* 22. března 1759)
- 1820 – Manuel Belgrano, argentinský vojenský velitel války za nezávislost (* 3. června 1770)
- 1836 – Emmanuel Joseph Sieyès, francouzský duchovní, spisovatel, ústavní expert a jeden z hlavních politiků francouzské revoluce v období Direktoria (* 1748)
- 1837 – Vilém IV. Britský, panovník Spojeného království Velké Británie a Irska, a Hannoveru (* 1765)
- 1883
  - James Frederick Bryan Wood, arcibiskup filadelfský (* 27. dubna 1813)
  - Gustave Aimard, francouzský spisovatel dobrodružných knih (* 1818)
- 1876 – Jiří August Meklenbursko-Střelický, meklenbursko-střelický vévoda (* 11. ledna 1824)
- 1888 – Johannes Zukertort, německý šachový mistr (* 1842)
- 1905 – Karol Antolík, slovenský fyzik (* 28. ledna 1843)
- 1910 – Stanisław Madeyski-Poray, předlitavský právník, vysokoškolský pedagog a politik (* 24. dubna 1841)
- 1915 – Emil Rathenau, německý vynálezce a průmyslník (* 11. prosince 1838)
- 1919 – Tivadar Kosztka Csontváry, maďarský malíř (* 5. července 1853)
- 1922 – Vittorio Monti, italský skladatel, houslista a dirigent (* 6. ledna 1868)
- 1923 – Pavel Kurlov, ruský generál a politik (* 5. ledna 1860)
- 1925 – Josef Breuer, rakouský psychiatr (* 15. ledna 1842)
- 1933 – Klára Zetkinová, německá socialistická politička a novinářka (* 5. července 1857)
- 1937 – Alban Schachleiter, německý duchovní, opat Emauzského kláštera (* 20. ledna 1861)
- 1940
  - Jehan Alain, francouzský skladatel, varhaník a válečný hrdina (* 3. února 1911)
  - Matyáš Žďárský, malíř, sochař a průkopník alpského lyžování (* 24. února 1856)
- 1942 – Karel Brožík, československý politik (* 4. listopadu 1881)
- 1947 – Bugsy Siegel, americký gangster (* 28. února 1906)
- 1948 – Luisa z Thurnu a Taxisu, hohenzollernská princezna (* 1. června 1859)
- 1952 – Luigi Fagioli, italský pilot formule 1 (* 1898)
- 1958 – Kurt Alder, německý chemik, nositel Nobelovy ceny  (* 1902)
- 1959 – Hitoši Ašida, japonský politik (* 15. listopadu 1887)
- 1960 – John Brendan Kelly, americký veslař, který získal tři zlaté olympijské medaile (* 4. října 1889)
- 1966
  - Georges Edouard Lemaître, belgický kosmolog (* 17. července 1894)
  - Wilhelm Busch, německý evangelický farář a spisovatel (* 27. března 1897)
- 1969 – Siegfried Günter, německý letecký konstruktér (* 8. prosince 1899)
- 1981 – Abram Kardiner, americký psychiatr, psychoanalytik a antropolog (* 17. srpna 1891)
- 1990 – Sergej Paradžanov, arménský filmový režisér a scenárista (* 9. ledna 1924)
- 1994 – Einar Haugen, americký lingvista (* 19. dubna 1906)
- 1995 – Emil Cioran, rumunsko-francouzský filozof (* 8. dubna 1911)
- 1996 – Vlado Müller, slovenský herec (* 1936)
- 1997 – John Akii-Bua, ugandský olympijský vítěz v běhu na 400 metrů překážek, 1972 (* 3. prosince 1949)
- 2004
  - Hanns Cibulka, německý spisovatel (* 20. září 1920)
  - Robert R. Blake, americký teoretik managementu (* 21. ledna 1918)
- 2005 – Jack Kilby, americký elektroinženýr, vynálezce integrovaného obvodu (* 1923)
- 2009 – Nedá Ághá-Soltán, Íránka zastřelená v Teheránu během protestů proti výsledkům íránských prezidentských voleb (* 1982)
- 2011 – Ryan Dunn, americký bavič (11. června 1977)
- 2012
  - LeRoy Neiman, americký malíř (* 8. června 1921)
  - Andrew Sarris, americký filmový kritik (* 31. října 1928)
- 2015 – Esther Brandová, jihoafrická olympijská vítězka ve skoku do výšky (* 29. září 1922)
- 2020 – Mario Corso, italský fotbalista (* 24. srpna 1941)
- 2024 – Donald Sutherland, kanadský herec (* 17. července 1935)

## Svátky

### Česko
- Květa, Květuše
- Dina
- Rafael

Slovensko
- Valéria

### Svět
- Světový den uprchlíků (UNHCR)
- Argentina – Den vlajky
- Senegal – Den nezávislosti
- Německo – Den připomínky útěku a vyhnání (od r. 2015)
- Starověký Řím – svátek boha noční bouře Summana.

| 20. červen v pražském KlementinuÚdaje jsou platné k 29. 4. 2025. | 20. červen v pražském KlementinuÚdaje jsou platné k 29. 4. 2025. | 20. červen v pražském KlementinuÚdaje jsou platné k 29. 4. 2025. |
| minimum                                                          | denní průměr                                                     | maximum                                                          |
| ---------------------------------------------------------------- | ---------------------------------------------------------------- | ---------------------------------------------------------------- |
| 7,2 °C (1821)                                                    | 18,3 °C (od 1961)                                                | 34,6 °C (2013)                                                   |